# Prairie Wind
Prairie Wind —en español: Viento de pradera— es el vigésimo octavo álbum de estudio del músico canadiense Neil Young, publicado por la compañía discográfica Reprise Records en septiembre de 2005.
Tras varios proyectos con la música soul en Are You Passionate? y con la ópera rock Greendale, Prairie Wind supuso un álbum orientado al folk con un sonido reminiscente de sus trabajos más comerciales, Harvest y Harvest Moon. El álbum estuvo en parte inspirado por la enfermedad y reciente muerte de su padre, el novelista Scott Young, a quien está dedicado.
Young grabó el álbum en Nashville (Tennessee) poco antes de ser intervenido quirúrgicamente por un aneurisma cerebral en la primavera de 2005. Algunas de las canciones reflejan una mayor preocupación del músico por la mortalidad. Prairie Wind fue estrenado en directo los días 18 y 19 de agosto de 2005 en el Ryman Auditorium de Nashville. Ambos conciertos fueron filmados y se convirtieron en el eje principal del largometraje Neil Young: Heart of Gold, dirigido por Jonathan Demme. 
Young estrenó la última canción del álbum, "When God Made Me", en el concierto benéfico Live 8 en Barrie, Ontario.
A nivel comercial, Prairie Wind alcanzó el puesto once en la lista estadounidense Billboard 200, con cerca de 72 000 copias vendidas durante su primera semana a la venta. En el Reino Unido, el álbum llegó al puesto catorce en la lista UK Albums Chart, mientras que en Canadá alcanzó el puesto tres en la lista Canadian Albums Chart, su mejor posición en treinta y tres años desde el lanzamiento de Harvest (1972). En los Estados Unidos, la RIAA certificó el álbum como disco de oro. 

## Lista de canciones
Todas las canciones escritas y compuestas por Neil Young. 
| N.º | Título                              | Duración |  |
| 1.  | «The Painter»                       | 4:36     |  |
| 2.  | «No Wonder»                         | 5:45     |  |
| 3.  | «Falling Off the Face of the Earth» | 3:35     |  |
| 4.  | «Far From Home»                     | 3:47     |  |
| 5.  | «It's a Dream»                      | 6:31     |  |
| 6.  | «Prairie Wind»                      | 7:32     |  |
| 7.  | «Here for You»                      | 4:32     |  |
| 8.  | «This Old Guitar»                   | 5:32     |  |
| 9.  | «He Was the King»                   | 6:08     |  |
| 10. | «When God Made Me»                  | 4:05     |  |

## Personal
Músicos
- Neil Young: guitarras acústica y eléctrica, armónica, piano y voz.
- Ben Keith: dobro, pedal steel guitar y guitarra slide.
- Spooner Oldham: piano, órgano Hammond B3 y piano eléctrico Wurlitzer.
- Rick Rosas: bajo
- Karl Himmel: batería y percusión.
- Chad Cromwell: batería y percusión.
- Grant Boatwright: guitarra acústica
- Clinton Gregory: violín en "No Wonder".
- Emmylou Harris: coros
- Pegi Young: coros
- Diana Dewitt: coros
- Anthony Crawford: coros
- Gary Pigg: coros
- Curtis Wright: coros
- Chuck Cochran: arreglos de cuerdas.
- Fisk University Jubilee Choir, dirigidos por Paul Kwami: orquestación

## Posición en listas
| País              | Lista                      | Posición |
| ----------------- | -------------------------- | -------- |
| Alemania          | Media Control Top-50 Chart | 16       |
| Austria           | Ö3 Austria Top 40          | 22       |
| Bélgica (Flandes) | Ultratop 200 Albums        | 10       |
| Bélgica (Valonia) | Ultratop 200 Albums        | 30       |
| Canadá            | Canadian Albums Chart      | 3        |
| Dinamarca         | Danish Chart               | 8        |
| España            | Promusicae                 | 65       |
| Estados Unidos    | Billboard 200              | 11       |
| Estados Unidos    | Top Rock Albums            | 7        |
| Finlandia         | Top 50 Albums              | 16       |
| Francia           | SNEP Albums Chart          | 25       |
| Italia            | FIMI Albums Chart          | 9        |
| Noruega           | VG-lista Albums Chart      | 3        |
| Reino Unido       | UK Albums Chart            | 14       |
| Países Bajos      | Mega Album Tol 100         | 15       |
| Suecia            | Albums Top 60              | 3        |
| Suiza             | Hit Parade Albums Top 100  | 56       |